# Coupe des champions de la CONCACAF 1970
Navigation
Édition précédente Édition suivante
La Coupe des champions de la CONCACAF 1970 était la sixième édition de cette compétition.
Elle a été remportée par le CD Cruz Azul après les forfaits du Deportivo Saprissa et du SV Transvaal.

## Participants
Un total de 12 équipes provenant d'un maximum de 12 nations pouvaient participer au tournoi. Elles appartenaient aux zones Amérique du Nord, Amérique Centrale et Caraïbes de la CONCACAF.
Le tableau des clubs qualifiés était le suivant :
| Nation                  | Club                      | Raison de qualification                      |
| Zone Amérique du Nord   |                           |                                              |
| Premier Tour            |                           |                                              |
| Mexique                 | CD Cruz Azul              | Champion du Mexique 1968-69.                 |
| États-Unis              | New York Greek American   | Vainqueur de la National Challenge Cup 1969. |
| Zone Amérique Centrale  |                           |                                              |
| Premier Tour            |                           |                                              |
| Honduras                | CD Olimpia                | Champion du Honduras 1969-70.                |
| Costa Rica              | Deportivo Saprissa        | Champion du Costa Rica 1968-69.              |
| Salvador                | Atlético Marte            | Champion du Salvador 1968-69.                |
| Guatemala               | CSD Municipal             | Champion du Guatemala 1969-70.               |
| Nicaragua               | Diriangén FC              | Champion du Nicaragua 1969.                  |
| Zone Caraïbes           |                           |                                              |
| Tours d'entrée inconnus |                           |                                              |
| Suriname                | SV Transvaal              | Champion du Suriname 1969.                   |
| Antilles néerlandaises  | Sport Unie Brion-Trappers | Champion des Antilles néerlandaises 1969.    |
| Jamaïque                | Santos FC (en)            | Méthode de qualification inconnue.           |
| Haïti                   | Racing Club Haïtien       | Champion d'Haïti 1969.                       |
| Trinité-et-Tobago       | Maple FC                  | Champion de Trinité-et-Tobago 1969.          |

## Calendrier
| Tour                          | Nom                    | Date aller            | Date retour           | Équipes participantes | Équipes restantes |
| Phase de qualification (1970) |                        |                       |                       |                       |                   |
| 1                             | Phase de qualification | 26 avril - 12 juillet | 26 avril - 12 juillet | 12                    | 12 à 3            |
| Phase finale (1970)           |                        |                       |                       |                       |                   |
| 1                             | Demi-finale            | Non jouée             | Non jouée             | 2                     | 3 à 2             |
| 2                             | Finale                 | Non jouée             | Non jouée             | 2                     | 2 à 1             |

## Compétition

### Phase de qualification

#### ZoneAmérique du Nord

##### Premier tour
| Date           | Pays | Club                    | Aller | Retour | Club         | Pays | Commentaire |
| 5 / 12 juillet |      | New York Greek American | 0-1   | 0-5    | CD Cruz Azul |      |             |

#### ZoneAmérique Centrale

##### Premier tour
| Date        | Pays | Club       | Aller | Retour | Club          | Pays | Commentaire |
| 17 / 24 mai |      | CD Olimpia | 3-2   | 0-0    | CSD Municipal |      |             |

| Rang | Équipe             | Pts | J | G | N | P | Bp | Bc | Diff |
| ---- | ------------------ | --- | - | - | - | - | -- | -- | ---- |
| 1    | Deportivo Saprissa | 7   | 4 | 3 | 1 | 0 | 15 | 2  | +13  |
| 2    | Atlético Marte     | 5   | 4 | 2 | 1 | 1 | 10 | 5  | +5   |
| 3    | Diriangén FC       | 0   | 4 | 0 | 0 | 4 | 1  | 19 | -18  |

| Date     | Pays | Club               | Score | Club               | Pays |
| 26 avril |      | Atlético Marte     | 5-0   | Diriangén FC       |      |
| 28 avril |      | Diriangén FC       | 1-3   | Atlético Marte     |      |
| 3 mai    |      | Atlético Marte     | 1-1   | Deportivo Saprissa |      |
| 12 mai   |      | Deportivo Saprissa | 3-1   | Atlético Marte     |      |
| 24 mai   |      | Deportivo Saprissa | 9-0   | Diriangén FC       |      |
| 31 mai   |      | Diriangén FC       | 0-2   | Deportivo Saprissa |      |

##### Deuxième tour
| Date                | Pays | Club               | Aller | Retour | Club       | Pays | Commentaire |
| 21 juin / 5 juillet |      | Deportivo Saprissa | 1-0   | 4-1    | CD Olimpia |      |             |

#### ZoneCaraïbes
Il y a très peu d'information sur les qualifications de la zone, on sait juste que le SV Transvaal a été le représentant de la zone caraïbes lors de la phase finale. Les matchs présentés ci-dessous sont les seuls dont on connaît les résultats.

##### Premier tour
| Date            | Pays | Club                      | Aller | Retour | Club                | Pays | Commentaire |
| 24 mai / 5 juin |      | SV Transvaal              | 2-0   | 2-1    | Maple FC            |      |             |
| 3 / 5 juillet   |      | Sport Unie Brion Trappers | 2-5   | 1-1    | Racing Club Haïtien |      |             |

##### Deuxième tour
| Date            | Pays | Club           | Aller | Retour | Club         | Pays | Commentaire |
| Dates inconnues |      | Santos FC (en) | 0-2   | 1-3    | SV Transvaal |      |             |

### Phase Finale

#### Finale
|  | CD Cruz Azul | Non joué | Disqualification Deportivo Saprissa SV Transvaal |  |  |
|  |              |          |                                                  |  |  |

| Champion de la CONCACAF 1970 |
| ---------------------------- |
| Drapeau du Mexique           |
| CD Cruz Azul Deuxième Titre  |